# Alberta (Virgínia)
Alberta és una població dels Estats Units a l'estat de Virgínia. Segons el cens del 2000 tenia 306 habitants.

## Demografia
Segons el cens del 2000, Alberta tenia 306 habitants, 128 habitatges, i 86 famílies. La densitat de població era de 107,4 habitants per km².
Dels 128 habitatges en un 26,6% hi vivien nens de menys de 18 anys, en un 44,5% hi vivien parelles casades, en un 20,3% dones solteres, i en un 32,8% no eren unitats familiars. En el 29,7% dels habitatges hi vivien persones soles el 14,1% de les quals corresponia a persones de 65 anys o més que vivien soles. El nombre mitjà de persones vivint en cada habitatge era de 2,39 i el nombre mitjà de persones que vivien en cada família era de 2,93.
Per edats la població es repartia de la següent manera: un 26,8% tenia menys de 18 anys, un 5,2% entre 18 i 24, un 27,1% entre 25 i 44, un 24,2% de 45 a 60 i un 16,7% 65 anys o més.
L'edat mediana era de 39 anys. Per cada 100 dones de 18 o més anys hi havia 75 homes.
La renda mediana per habitatge era de 27.361 $ i la renda mediana per família de 31.875 $. Els homes tenien una renda mediana de 27.250 $ mentre que les dones 20.833 $. La renda per capita de la població era de 14.607 $. Entorn del 10,8% de les famílies i el 16,3% de la població estaven per davall del llindar de pobresa.

## Poblacions més properes
El següent diagrama mostra les poblacions més properes.